# Dyspessa
Dyspessa är ett släkte av fjärilar. Dyspessa ingår i familjen träfjärilar.

## Bildgalleri

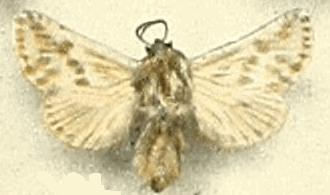
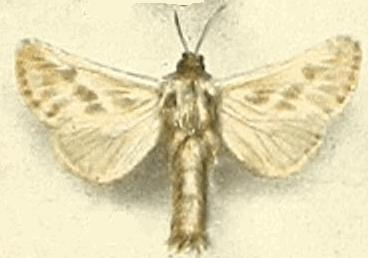
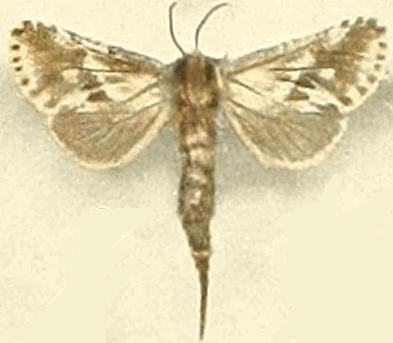
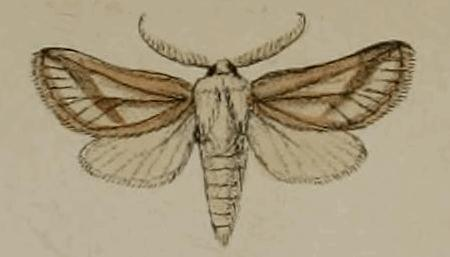
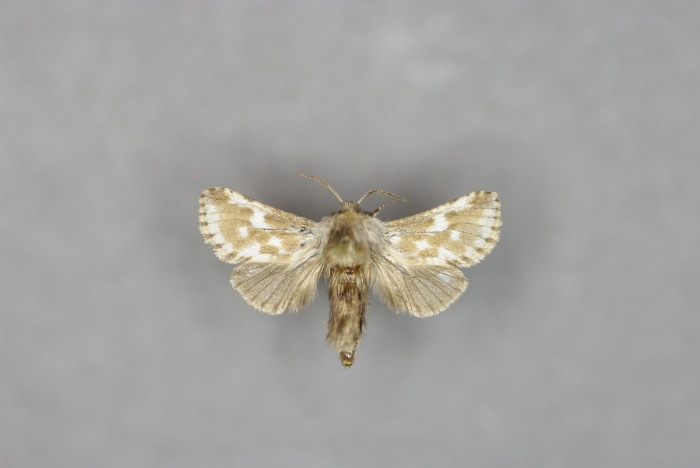
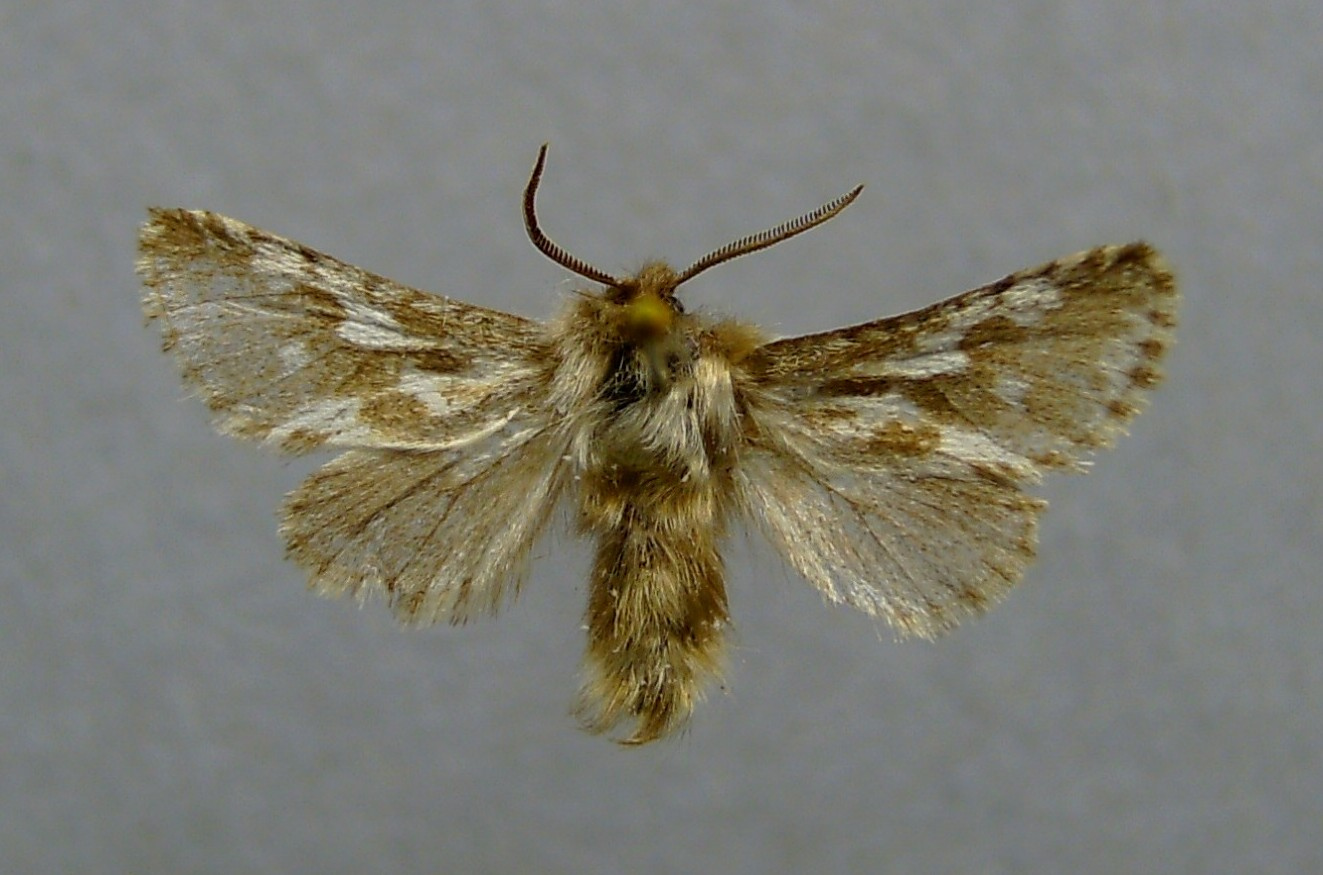

## Dottertaxa tillDyspessa, i alfabetisk ordning[1]
- Dyspessa aculeata
- Dyspessa affinis
- Dyspessa agilis
- Dyspessa albina
- Dyspessa albosignata
- Dyspessa algeriensis
- Dyspessa alpherakyi
- Dyspessa argaeensis
- Dyspessa aschabadensis
- Dyspessa asema
- Dyspessa bipunctata
- Dyspessa brandti
- Dyspessa bucharana
- Dyspessa cerberus
- Dyspessa clathrata
- Dyspessa colon
- Dyspessa cossoides
- Dyspessa curta
- Dyspessa cyprica
- Dyspessa cyrenaica
- Dyspessa delrei
- Dyspessa derbendi
- Dyspessa düldüldi
- Dyspessa elbursensis
- Dyspessa emilia
- Dyspessa fantolii
- Dyspessa fuscula
- Dyspessa hepialica
- Dyspessa hepialina
- Dyspessa hethetica
- Dyspessa infuscata
- Dyspessa intermedia
- Dyspessa jordana
- Dyspessa kabylaria
- Dyspessa kasrii
- Dyspessa kurdistana
- Dyspessa lacertula
- Dyspessa magna
- Dyspessa marginepunctata
- Dyspessa marmoreta
- Dyspessa maroccana
- Dyspessa maxima
- Dyspessa minima
- Dyspessa monticola
- Dyspessa nigrita
- Dyspessa nigritula
- Dyspessa pallida
- Dyspessa pallidata
- Dyspessa pantherina
- Dyspessa pantherinus
- Dyspessa saharae
- Dyspessa salicicola
- Dyspessa saxicola
- Dyspessa serica
- Dyspessa suavis
- Dyspessa taurica
- Dyspessa thianshanica
- Dyspessa tigrina
- Dyspessa tristis
- Dyspessa tsimgana
- Dyspessa turbinans
- Dyspessa ulula
- Dyspessa wagneri
- Dyspessa wiltshirei